# Colibrí emplomallat de Stübel
El colibrí emplomallat de Stübel (Oxypogon stuebelii) és una espècie d'ocell de la família dels troquílids (Trochilidae) que habita zones arbustives de les muntanyes de Colòmbia central.